# Hosszúkard
A hosszúkard (longsword) egyenes, kétélű, egy vagy két kézzel forgatható (de két kézzel való használatra készült) szálfegyver, pengéje 90–110 cm hosszú, teljes tömege 1,1-1,8 kg körül mozog. Gyors, hatékony, elegáns. Illetik még az újkeletű „másfélkezes kard” („hand”[ vagy „one”] „and a half sword”), „fattyúkard” („bastard sword”) és „lovagi kard” névvel is.
Megjegyzendő, hogy az elnevezés nem volt használatban a saját korában, ez a reneszánsz kategorizálásra való vágyának a következménye, a középkorban egyszerűen „kard”-nak neveztek őket.
Fejlődése és elterjedése többek között a páncélzat változásával magyarázható. Az egykezes kard és pajzs kombináció a lemezvértek megjelenésével egyre inkább értelmét vesztette. Így a hosszúkard fénykora a 14. és a 15. századra tehető, bár ekkorra már jelentős változásokon esett át.
A kard nem volt ugyan a középkori harc legfőbb eszköze, főként másodlagos/tartalék fegyver volt; a különböző szálfegyverek voltak a harctér fegyverei (megjegyzendő viszont, hogy a kard státuszszimbólum és a személyes védelem eszköze volt a mindennapi életben), ám ősi időktől jelképként, ikonként a harcosok alapvető és legjobban tisztelt fegyvere volt.

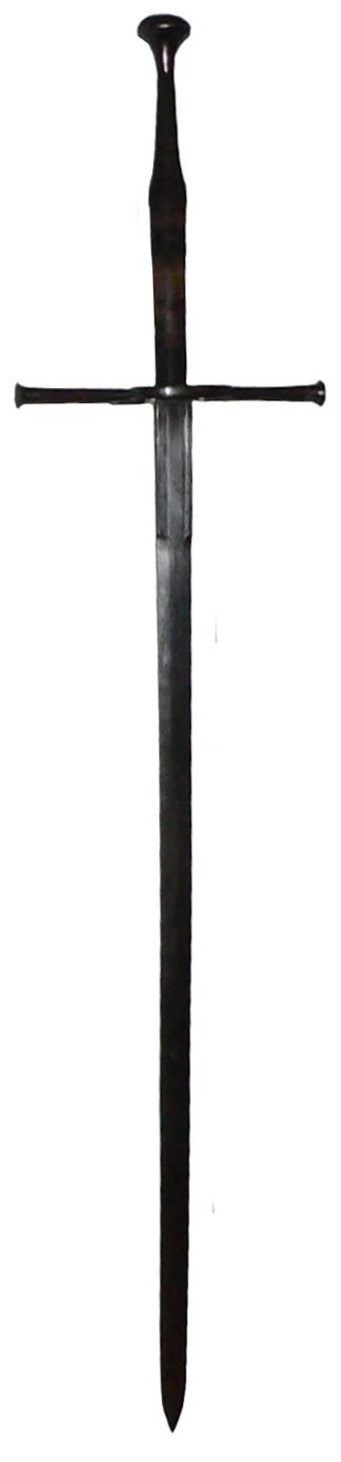
Espadon-Morges, egy svájci hosszúkard a 16. századból

A hosszúkard azon kevés fegyverek egyike, mely univerzálisnak mondható. A legtöbb ismert középkori vágó-, szúró- és zúzófegyver speciális feladatra készült: páncélos ellen, tömeg ellen, párbajra, önvédelemre stb. A hosszúkard viszont hatékonyan alkalmazható ezen esetek többségében. Mi sem bizonyítja ezt jobban, mint hogy még a harmincéves háborúban is használták, és aktívan tanították a 17. század második felének jó pár vívóiskolájában is – bár ekkorra népszerűsége már leáldozóban volt. A használatáról, harcművészetéről és filozófiajáról számtalan kódex és vívókönyv maradt ránk.
Harcművészete a kardérzékről, a gyorsaságról és a mozdulatok harmóniájáról szól, nem a fizikai erőre épít.

## Fejlődése
Az alábbi listában megpróbáltuk korszakokhoz hozzárendeli a legjellemzőbb formákat.

### 11-12. század

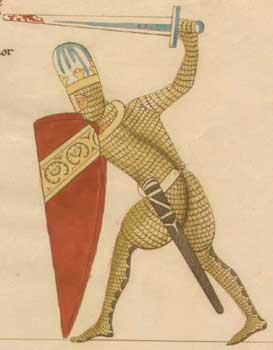
Hosszúkard ábrázolása a páncéling korából

A páncéling kora. Ritkán találni ebből a korból igazi hosszúkardot, és azok is a kora középkori egykezes kardok mintájára készülnek. Hegyük tompa, a pengevájat a kard kétharmadáig tart, véggombja kör vagy csónak, keresztvasa egyenes.

### 13-14. század
Páncélok terén ezt nevezik átmeneti kornak, egyre több lemez kerül fel a páncélingre. A kardok hegyesebbek, a keresztvas íveltebb a hegy irányában, a véggomb kör, csónak vagy sokszög. A pengevájat a hegyig tart, esetleg teljesen el is tűnik.

### 15-16. század
A lemezvértek és a klasszikus vívóiskolák kora. A kard diverzifikálódik. A páncélos harcra szántak vékonyabbak, gyémánt keresztmetszetűek pengevájat nélkül, nagyon hegyesek, keresztvasuk ívelt vagy egyenes, véggombjuk rengeteg különböző formát vehet fel. Ha a penge egészen vékony, és elsősorban szúrófegyvernek készül, Estocnak is nevezik (az igazi Estoc már szinte rapierszerű). A civil harcra szánt hosszúkard véggombja, végsúlya (amely megnevezés itt megfelelőbb) - egybeolvadhat a markolat formájával. Ezek a fegyverek kiélezve hallatlanul könnyűek, a másfél kilós súly sem ritka. Hegyesek, a korábbi kardokkal ellentétben gyorsan szűkülnek, markolatuk nem homogén, a két kéznek szánt részek a markolaton elkülönülnek. A vívótermi kardok rugalmasak, hosszúak, laposak, és nincs rajtuk pengevájat. A markolat felett éles szögben kiszélesednek, hogy így segítsék mesterfogásban a hüvelykujj védelmét, majd újra elvékonyodnak. Ez az ún. Fechtfeder, vagy rugókard.

### 17. század
A csatára, harcra szánt és a vívótermi kardok két teljesen más irányban fejlődnek. Az előbbi túllépi az egy méteres hosszt, keresztvasa felett, illetve arra szerelve hárítógyűrűket találunk, amik a szalagos markolatú rapier-ékre emlékeztetnek. A penge széles, erős, kevésbé jellemző rá a pengevájat, néha viszont akár két-három vékonyabb is megjelenik rajta, a kard egyharmadáig. A vívótermi kardok tovább vékonyodnak, még könnyebbek és gyorsabbak lesznek.

### Mintakard
Ez a kard Hans Talhoffer vívómester kódexében található rajzok alapján készült. Talhoffer nemcsak vívást oktatott, de haditechnikai feltaláló is volt, s ez a fegyver útmutatásai szerint készült, szabadon. Véggombja ütésre, keresztvasa csákánytechnikára (Mordschlag) lett kiképezve, a penge kis íve a markolat felett a firenzei fogást könnyíti, amiben a mutatóujj a keresztvas felett helyezkedik el (a rapier-fogás elődje), a nagyobb szúrási pontosság elérése érdekében.

### Oakeshott-tipológia
A kardok, így a hosszúkardok, talán legjobb rendszerét is Ewart Oakeshott, a pár éve elhunyt kardkutató és lovagi harcművész készítette el; saját könyveiben mutatta be, és mára már a legtöbb külföldi csapat, kovács is ezt használja. Az alábbi linken az Oakeshott-tipológiának magyar nyelvű fordítása, képekkel.

## Harc hosszúkarddal

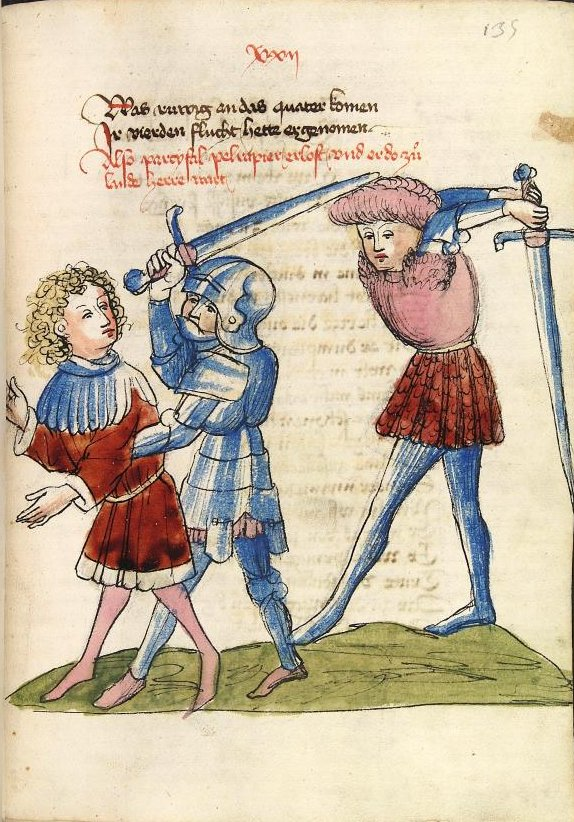
1440-es prezentációja a hosszúkard egy- és kétkezes használatának. megfigyelhető, hogy az egy kézzel forgatott kard rövidebbre van rajzolva, emiatt hosszabb egykezes kardként is lehet értelmezni

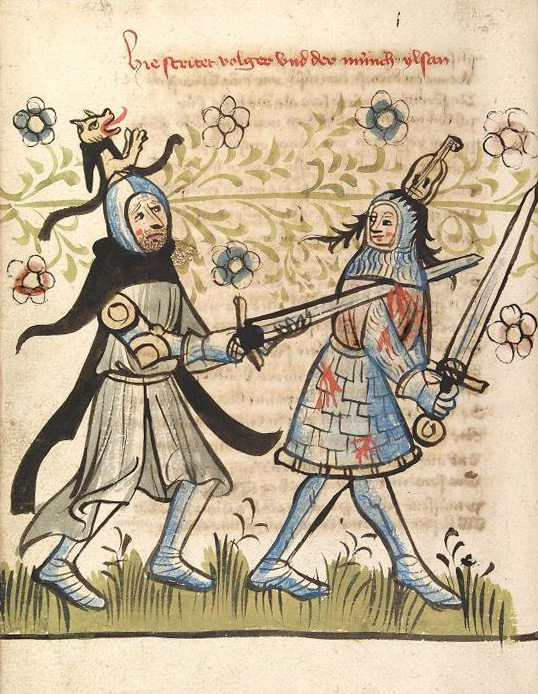
A hosszúkard két kézzel való forgatásának 1418-as ábrázolása

A harc a hosszúkarddal nem volt olyan nyers és barbár, mint amilyennek jelenleg a köztudatban él. A harc szabályok szerint zajlott, sok stílussal és iskolával, melyek többé-kevésbé különböztek egymástól.
A hosszúkard gyors, hatékony és sokoldalú fegyver, amely halálos vágások, döfések és csapások kivitelezését tette lehetővé. A fegyvert általában két kézzel forgatták, mindkét kézzel a markolaton, az egyikkel a kardgombhoz közelebb vagy azt markolva. Fél kézzel általában a párbajok alkalmával forgatták, ahogyan a párbajokat ábrázolták, hogy a másik kézzel a nagy párbajozás közben használt pajzsot tarthassák. A másik használati mód a páncéllal szembeni volt. A kard markolatát csak egyik kézzel fogták, a másik kéz a pengét markolta középtájon, a könnyebb irányítás miatt, hogy pontosabb szúrásokat, döféseket vihessenek be. Ez a sokoldalúság páratlan volt, mint azt sok oktatóanyag állította, a hosszúkarddal való vívás adta meg az alapját sok más fegyverrel való harc elsajátításának, ideértve a lándzsát, a botot és a lándzsaszerű fegyvereket. A kard használata harc közben nem korlátozódott szigorúan a pengére, számos Fechtbuch magyarázza és ábrázolja a kardgomb és a keresztvas használatát, mint támadó fegyverét. A keresztvasat úgy mutatja be, mint kampót, mely alkalmas az ellenfél egyensúlyból való kimozdítására, ellökésére vagy komoly sebek okozására is.
Amit a hosszúkarddal való harcról tudunk, a középkori és reneszánsz mesterek kézirataiból és kódexeiből származik. Ezekben a harc alapjait írták és rajzolták le. A német vívóiskolához kapcsolódik a legkorábbi ismert Fechtbuch, egy kézirat Johannes Lichtenauertől 1389-ből. Ez a kézirat a modern tanulók szerencsétlenségére homályos versekben íródott. Lichtenauer tanítványai, mint például Sigmund Ringeck, írták át ezt a művet sokkal érthetőbben prózára, aminek köszönhetően a rendszer sokkal tisztábbá és érthetőbbé vált. Mások is létrehoztak hasonló munkákat, néhányan széles körű ábrázolással gazdagítva a szöveget.
Az olasz iskola volt a másik fő oktatási rendszer a hosszúkard használatában. Az 1410-es Fiore dei Liberi a hosszúkard használatának sokféleségét prezentálja. Úgy, mint a német kéziratokban, itt is a harc főleg mindkét kézzel a markolaton történik. Azonban a kézirat egy része a kard fél kézzel való forgatását is taglalja, demonstrálja a technikát és az előnyöket. A kódex magába foglalja a félkard technikát is mint a páncél elleni harc részét. Mindkét iskola lehanyatlott a 16. század végén, amikor a későbbi olasz mesterek lemondtak a hosszúkardról, és főleg a rapírral való vívásra fókuszáltak. Az utolsó német könyv, amely még foglalkozik a hosszúkarddal, Jacob Sutor műve volt, 1612-ben. Itáliában a hosszúkard oktatása megmaradt, a rapír népszerűsége ellenére, egészen a 17. század közepéig (Alfieri Lo Spadone, 1653). Egy késői értekezés a „két kezes kardról” Giuseppe Colombani, velencei fogorvostól származik, 1711-ből. A tradíció e tanítás alapján megmaradt a 19. és a 20. században is botvívás formájában, például Giuseppe Cerri Trattato teorico e pratico della scherma di bastone című művében (1854). Mindazonáltal nem lehet kétségünk, hogy a hosszúkard napjai a csatamezőn leáldoztak a 16. század után.

### Blossfechten

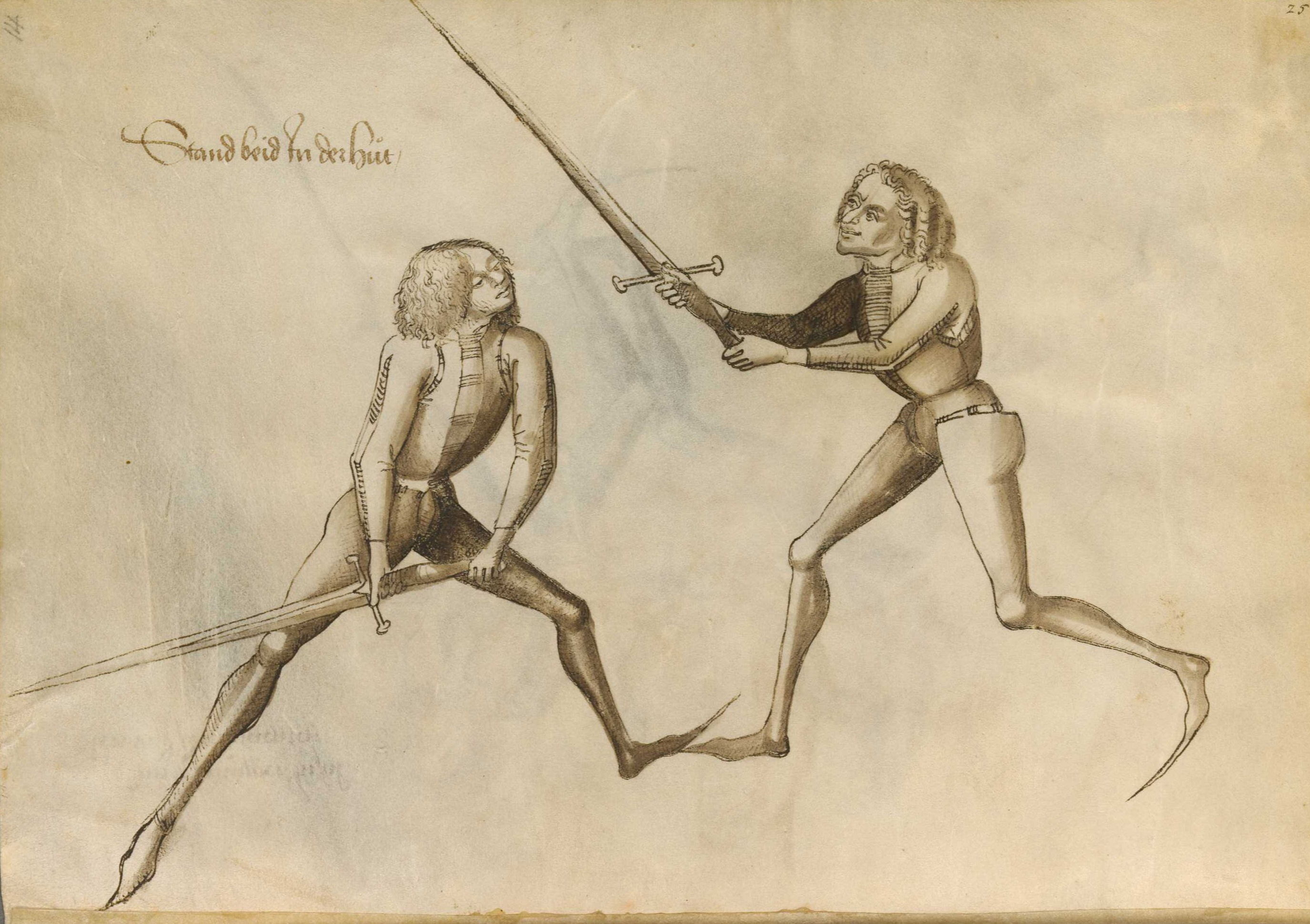
Páncél nélküli bajvívók (Hans Talhoffer 1467-es kéziratából)

A Blossfechten vagy „meztelen harc” azt a vívótechnikát takarja, amit jelentősebb páncél nélkül – páncéling, lemezvért vagy brigandin nélkül – folytatnak. A sérülékeny területek, mint például a fej és a felsőtest teljesen védtelenek, csak a ruha takarja Blossfechten közben. A védőöltözet hiánya a vágótechnikák számának növekedéséhez vezet a szúrások mellett. Ezek a technikák jóformán azonnal halálosak lehetnek, vagy harcképtelenné tehetik az ellenséget, mint például szúrás, vágás a fejre vagy a felsőtestre, vagy egy fő véredény eltalálása is hatalmas traumát okozhat. Ugyanígy az erős vágások áthatolhatnak bőrön és csonton egyaránt, valójában a teljes végtagot amputálva ezáltal. A kéz és az alkar gyakori célpontja egyes vágásoknak védekező vagy támadó mozdulat közben, az ellenfél harcképtelenné tételét és a következő támadáshoz való előkészületet szolgálva.

### Harnischfechten

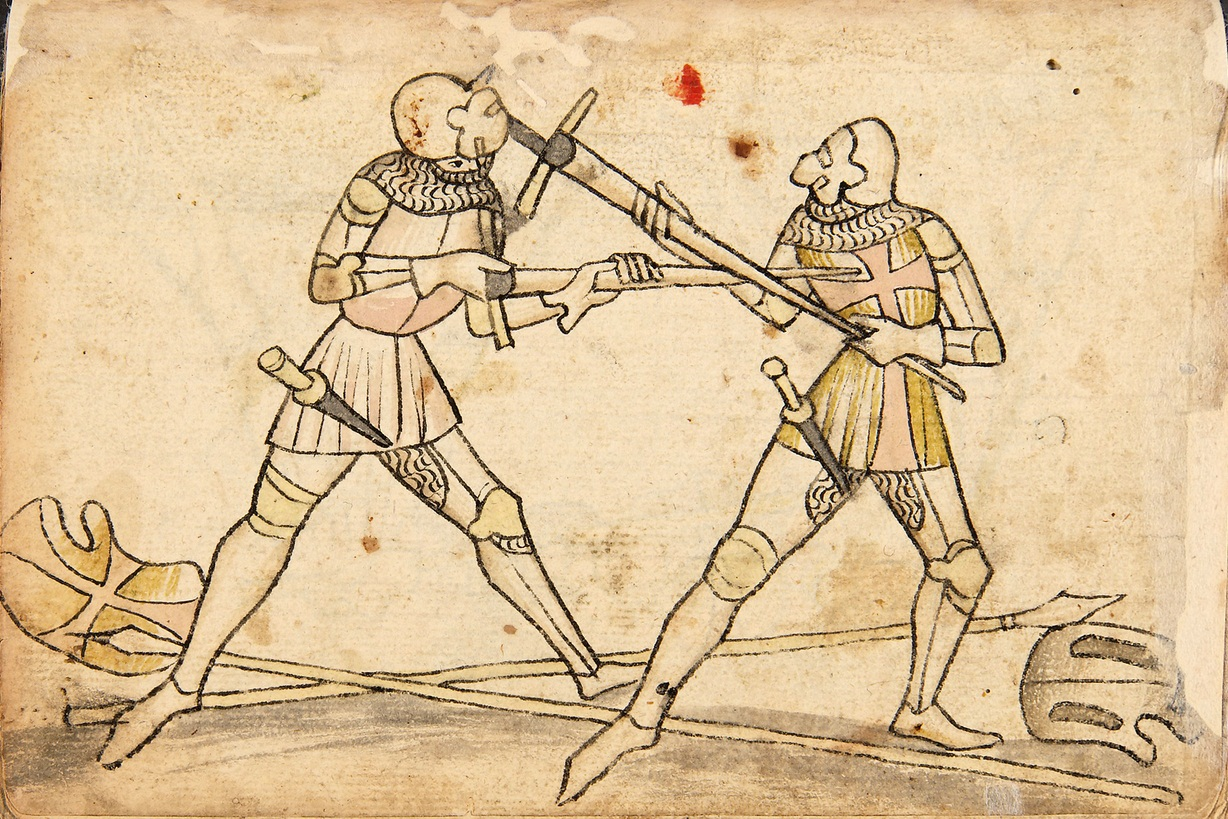
Félkardozás lemezpáncélban, a jobb oldali vívó mordhau technikát alkalmaz (Wallerstien kódex)

A Harnischfechten vagy „páncélos küzdelem” a páncélban való harcot írja le, főleg lemezpáncélban. A teljes lemezvértben lévő ember megnövekedett védekező értéke a kard használati módjának drasztikus változását hozza maga után. Míg a vágások valamennyire hatásosak félvért ellen, hiszen az nem fedi az egész testet, teljesen hatástalanok a lemezvérttel szemben, ugyanis a kard képtelen átvágni az acélt. Ehelyett a vágás energiája tisztán megrázkódtató energiává válik. A későbbi, fejlettebb lemezpáncélok kiálló részeikkel, gerinceikkel valójában komoly veszélyt jelentettek a figyelmetlen támadóra. Lehetségesnek tartják, hogy a karddal mért erős csapások a páncélra valóban károsították a kardot, jócskán csorbítva pengéjét, miközben az ellenfélnek csak zúzódást okozott.
Hogy felülkerekedjenek ezen a problémán, a kardokat elkezdték főleg szúrásra használni. A fegyvert félkardként használták, az egyik vagy mindkét kézzel a pengén. Ez növelte a döfések erejét és pontosságát, és nagyobb befolyást/emelőerőt biztosított Ringen am Schwert, „Karddal való birkózás” közben. Ez a technika kombinálja a kard használatát a birkózással, alkalmat adva az ellenfél felbuktatására, lefegyverzésére vagy kimozdítására egy kevésbé hatékony helyzetbe helyezve ezáltal. Félkardozás közben a kard teljes egészében fegyverré válik, beleértve a kardgombot és a keresztvasat, melyek a buzogány szerepét veszik fel, mint az látható a Mordhauban.

## Fordítás
- Ez a szócikk részben vagy egészben a Longsword című angol Wikipédia-szócikk fordításán alapul.  Az eredeti cikk szerkesztőit annak laptörténete sorolja fel. Ez a jelzés csupán a megfogalmazás eredetét és a szerzői jogokat jelzi, nem szolgál a cikkben szereplő információk forrásmegjelöléseként.